# Junpei Morishita
Junpei Morishita –en japonés, 森下 純平, Morishita Junpei– (Hakusan, 5 de abril de 1990) es un deportista japonés que compitió en judo.
Ganó una medalla de oro en el Campeonato Mundial de Judo de 2010, y una medalla de oro en el Campeonato Asiático de Judo de 2011. En los Juegos Asiáticos de 2010 consiguió una medalla de bronce.

## Palmarés internacional
| Campeonato Mundial  | Campeonato Mundial | Campeonato Mundial | Campeonato Mundial |
| Año                 | Lugar              | Medalla            | Categoría          |
| ------------------- | ------------------ | ------------------ | ------------------ |
| 2010                | Tokio (Japón)      | Medalla de oro     | –66 kg             |
| Juegos Asiáticos    |                    |                    |                    |
| Año                 | Lugar              | Medalla            | Categoría          |
| 2010                | Cantón (China)     | Medalla de bronce  | –66 kg             |
| Campeonato Asiático |                    |                    |                    |
| Año                 | Lugar              | Medalla            | Categoría          |
| 2011                | Abu Dabi (EAU)     | Medalla de oro     | –66 kg             |